# The Essen Jazz Festival All Stars
The Essen Jazz Festival All Stars è un album di Oscar Pettiford (in realtà in copertina a nome di Oscar Pettiford, Bud Powell, Kenny Clarke, Coleman Hawkins), pubblicato dalla Fantasy Records nel 1964. I brani furono registrati il 2 aprile del 1960 all'Essen Jazz Festival, Grugahalle di Essen (Germania).

## Tracce
Lato A
1. All the Things You Are – 6:38 (Jerome Kern)
2. Yesterdays – 5:23 (Jerome Kern)
3. Stuffy – 7:22 (Jesse Greer, Raymond Klages)

Lato B
1. Shaw Nuff – 3:09 (Dizzy Gillespie)
2. Willow Weep for Me – 3:58 (Ann Ronell)
3. John's Abbey – 3:18 (Bud Powell)
4. Salt Peanuts – 3:33 (Dizzy Gillespie, Kenny Clarke)
5. Blues in the Closet – 5:56 (Oscar Pettiford)

## Musicisti
- Oscar Pettiford - contrabbasso
- Bud Powell - pianoforte
- Coleman Hawkins - sassofono tenore (brani: A1, A2 e A3)
- Kenny Clarke - batteria[1]